# Aeroportul Semnan
Aeroportul Semnan (IATA: SNX, ICAO: OIIS) este un aeroport din Emamshahr, Central District⁠(d), Shahrud County⁠(d), Semnan Province⁠(d), Iran ce deservește zona Semnan.
Situat la o altitudine de 1.115 m, aeroportul dispune de o singură pistă.